# 東京都埋蔵文化財センター
東京都埋蔵文化財センター（とうきょうとまいぞうぶんかざいせんたー）は、東京都多摩市落合1丁目にあり、都内の埋蔵文化財の調査、研究、収蔵を行うために設立され、その展示も行う施設である。竪穴建物を復原し展示をしている。いわゆる埋蔵文化財センターの1つ。

## 概要
都内の埋蔵文化財の調査、研究、収蔵を行う目的として、1980年（昭和55年）に設立。建物は多摩ニュータウン内で出土した土器・石器類などの出土遺物を収蔵する目的で1985年（昭和60年）に建設された。研究成果を展示する施設として「展示ホール」、復原施設として「遺跡庭園」を併設している。縄文時代に行われていた土器作りやアクセサリー作り、布作りなどの体験教室や発表会、講演会、講座などが行われている。多摩ニュータウン以外の遺跡の発掘調査も行っている。公益財団法人東京都スポーツ文化事業団が指定管理者を担当していたが、2023年（令和5年）4月1日より、管轄組織が公益財団法人東京学校支援機構TEPRO（ティープロ）に移行された。

## 展示ホール
多摩ニュータウン地域の遺跡を中心に常設展示と企画展示がある。企画展示は毎年3月にテーマを変えて展示内容を変更している。
常設展示は旧石器時代の石器（約32,000～25,000年前）から展示をしている。多摩ニュータウン地域では縄文時代早期（約10,000年～6,000年前）から縄文時代前期（約6,000年～5,000年前）、縄文時代中期（約5,000年～4,000年前）を中心に多くの縄文人が定住していたため、多数の縄文土器や石器、土偶などを展示している。
一部、実際に出土した縄文土器に手を触れることもできる。
他、弥生時代、古墳時代、奈良、平安時代、中・近世の遺物についても土器などを中心に展示をしている。
その他、企画展示による遺物の特別展示や最近行われている多摩ニュータウン以外の発掘調査の成果などを展示する「速報展示コーナー」、「ビデオ鑑賞コーナー」がある。

## 遺跡庭園

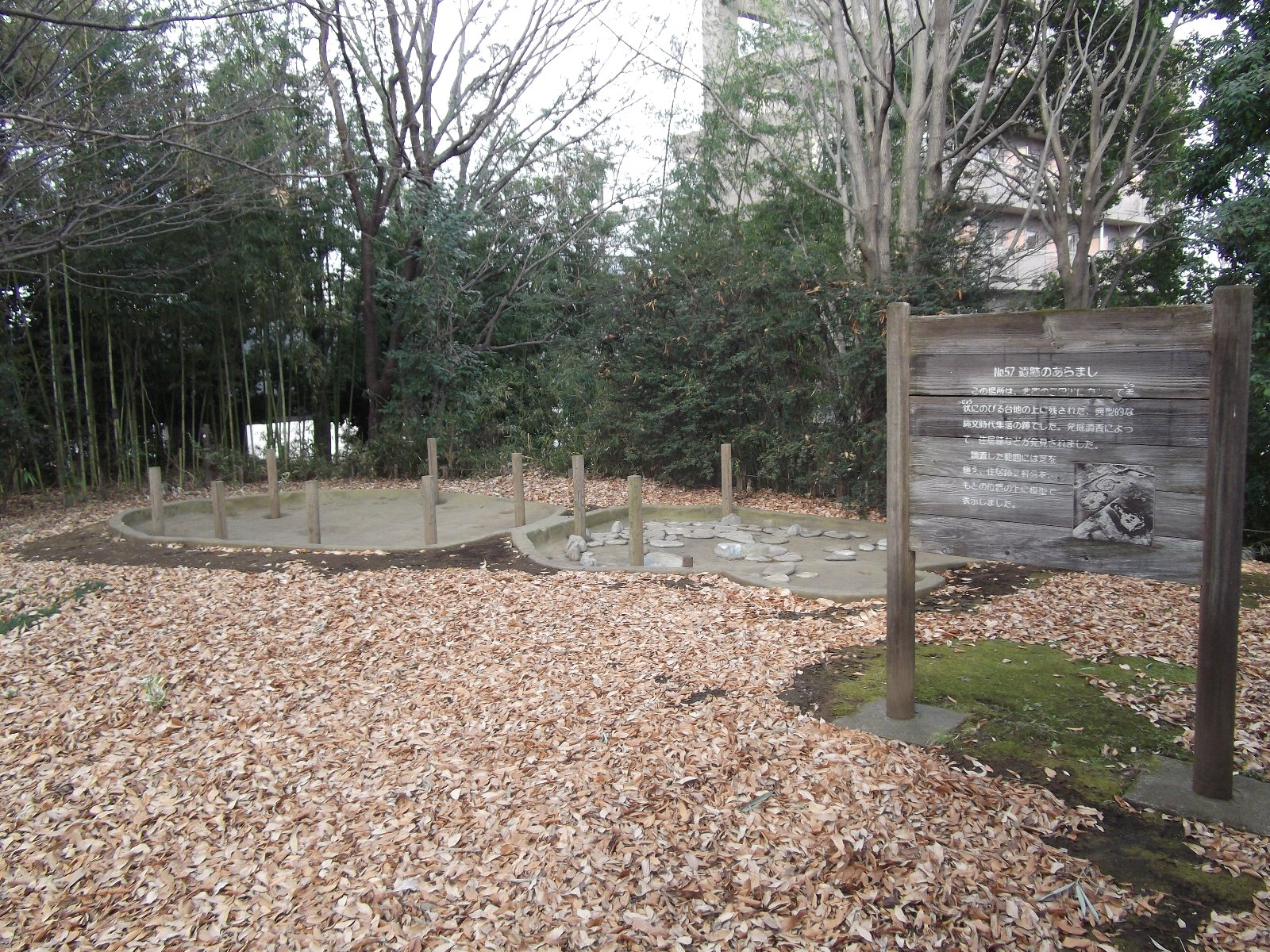
多摩ニュータウンNo.57遺跡

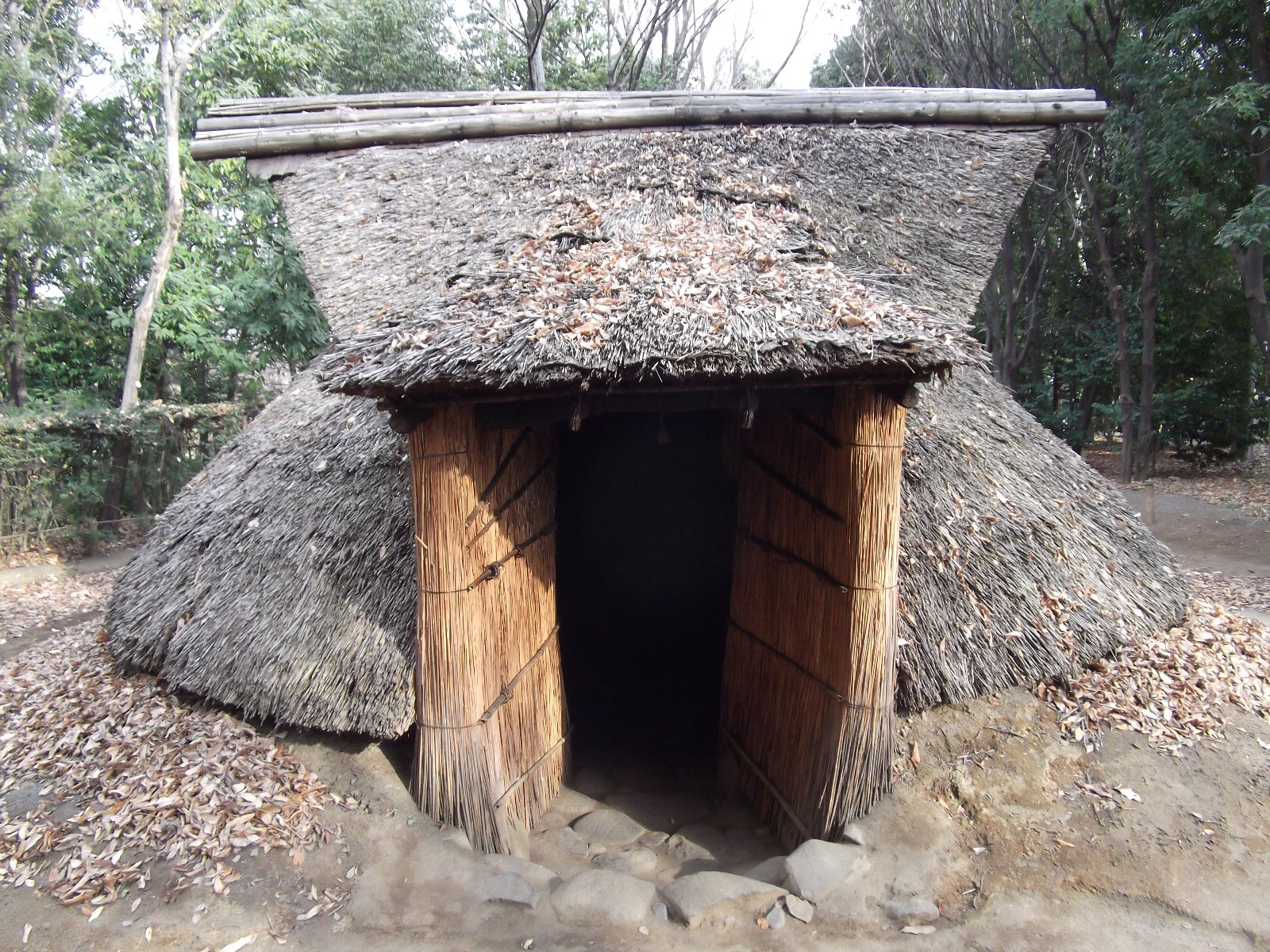
遺跡庭園の復元建物

施設には遺跡庭園「縄文の村」が併設されており、縄文時代の竪穴建物や景観を復原している。
「縄文の村」は都指定史跡・多摩ニュータウンNo.57遺跡の保存と活用を兼ねて建設された遺跡庭園で、実際に縄文時代前期前半（約6,000年前）の建物跡が2棟、中期後半（約4,500年前）の建物跡が8棟検出されている場所である。竪穴建物はその時代の違いにより3棟復原されている（縄文時代前期の台形建物、中期後半の円形建物、中期終末の敷石建物）。
庭園内にはトチノキ、クルミ、クリ等50種類の樹木やゼンマイ、ワラビ等を植栽するなど当時の景観の中で散策ができるようになっている。復原建物内には入ることもでき、建物内で火焚きなども定期的に行っており当時の生活の雰囲気を味わうこともできる。
この遺跡庭園「縄文の村」で実際に発掘された土器は「展示ホール」で展示をしている。

## 多摩ニュータウンの遺跡
多摩ニュータウンの遺跡については多摩ニュータウンを参照のこと。

## 施設概要
- 所在地 ： 東京都多摩市落合1丁目14番2
- 交 通 ： 京王多摩センター駅・小田急多摩センター駅から徒歩5分、多摩都市モノレール多摩センター駅から徒歩8分
- 開館時間 ： 9：00～17：00（11月～3月は遺跡庭園「縄文の村」のみ16：30まで）
- 入館料 ： 無料
- 休館日 ： 年末年始（12月29日～1月3日）・展示替えによる臨時休館（3月中の5日間程度）